# Tzannakianá
Tzannakianá, en grec moderne : Τζαννακιανά, est un village du dème de Mylopótamos, en Crète, en Grèce. Selon le recensement de 2011, la population de Tzannakianá compte 29 habitants. Il est situé à une altitude de 252 m et à une distance de 26 km de Réthymnon.

## Recensements de la population
| Recensements | 1920 | 1928 | 1940 | 1951 | 1961 | 1971 | 1981 | 1991 | 2001 | 2011 |
| ------------ | ---- | ---- | ---- | ---- | ---- | ---- | ---- | ---- | ---- | ---- |
| Population   | 98   | 95   | 107  | 90   | 94   | 40   | 37   | 205  | 32   | 26   |